# آکاتنانگو
آکاتنانگو (به اسپانیایی: Acatenango) آتشفشانی چینه‌ای به ارتفاع ۳۹۷۶ متر واقع در گواتمالا در آمریکای مرکزی است. این آتشفشان همراه با آتشفشان فوئگو تشکیل آتشفشانی دوقلو را می‌دهد. آکاتنانگو در عین حال یکی از مرتفعترین آتشفشان‌های چینه‌ای در آمریکای مرکزی است.

## مشخصات
آتشفشان آکاتنانگو در شمال آتشفشان دوقلویش فوئگو قرار دارد و شهر تاریخی آتنیگوا گواتمالا، پایتخت پیشین گواتمالا در نزدیکی آن واقع شده است. گرچه آکاتنانگو و فوئگو با یکدیگر تشکیل آتشفشانی دوقلو را می‌دهند اما گدازه‌های آنها از نظر ساختار با یکدیگر متفاوت است چنانکه گدازه‌های آکاتنانگو آندزیتی و گدازه‌های فوئگو بازالتی هستند.
آکاتنانگو دارای دو قلهٔ اصلی است که بلندترینشان پیکو مایور نام دارد. شکل گیری این آتشفشان در طی سه دورهٔ فورانی و مدت‌ها پس از تشکیل تفرای احتمالاً۸۵٬۰۰۰ سالهٔ چوکویوس روی داده‌است. در حدود ۴۳٬۰۰۰ سال پیش آتشفشان قدیمی آکاتنانگو در جنوب این تفرا فرو ریخت که در نتیجهٔ آن نهشته‌ای از بهمن واریزه به وجود آمد که بخش وسیعی از جلگهٔ ساحلی اقیانوس آرام را پوشاند. قلهٔ شمالی آتشفشان موسوم به یِپوکاپا در حدود ۲۰٬۰۰۰ سال پیش شکل گرفت و پس از آن رشد قلهٔ جنوبی موسوم به قلهٔ مرکزی یا پیکو مایور آغاز و این قله به بلندترین مخروط آکاتنانگو بدل شد.

## تاریخچه فعالیت‌های آتشفشانی
آکاتنانگو برخلاف فوئگو که در طول تاریخ بیش از ۶۰ بار تاکنون فوران کرده است تنها دو فوران ثبت‌شده آن هم در سده بیستم دارد. گرچه احتمال دارد این آتشفشان پیشتر نیز فوران‌هایی داشته باشد چنانچه فرانسیسکو واسکوئز در سال ۱۶۹۰ در یادداشتی اشاره به آتشفشانی در مجاورت فوئگو کرده که از آن دود متصاعد می‌شده اما صدایی نداشته است. با این حال نخستین فوران ثبت‌شدهٔ آکاتنانگو در ۱۹۲۴ روی داد که تا ۱۹۲۷ ادامه یافت و تاریخ آخرین فوران آن نیز به دسامبر ۱۹۷۲ باز می‌گردد. همچنین در سال ۱۹۸۱ زمین‌شناسانی که از قلهٔ آکاتنانگو بازدید کرده بودند در گزارششان به وجود بوی شدید گوگرد اشاره داشتند اما دودخانی مشاهده نشده بود.

## خطرهای احتمالی
گرچه شمار فوران‌های آکاتنانگو بسیار اندک بوده است اما با توجه به سست‌شدگی سنگ‌ها و صخره‌های این آتشفشان به دلیل تغییرات گرمایی و شیبدار بودن دامنه‌های آن، این خطر وجود دارد که بارش‌های شدید در فصول بارانی باعث رانش زمین و سقوط بهمنی از سنگ شود که می‌تواند بسیار ویرانگر باشد.

## نگارخانه

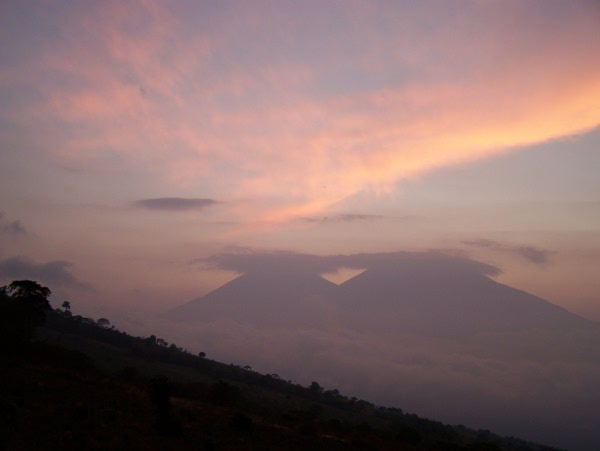
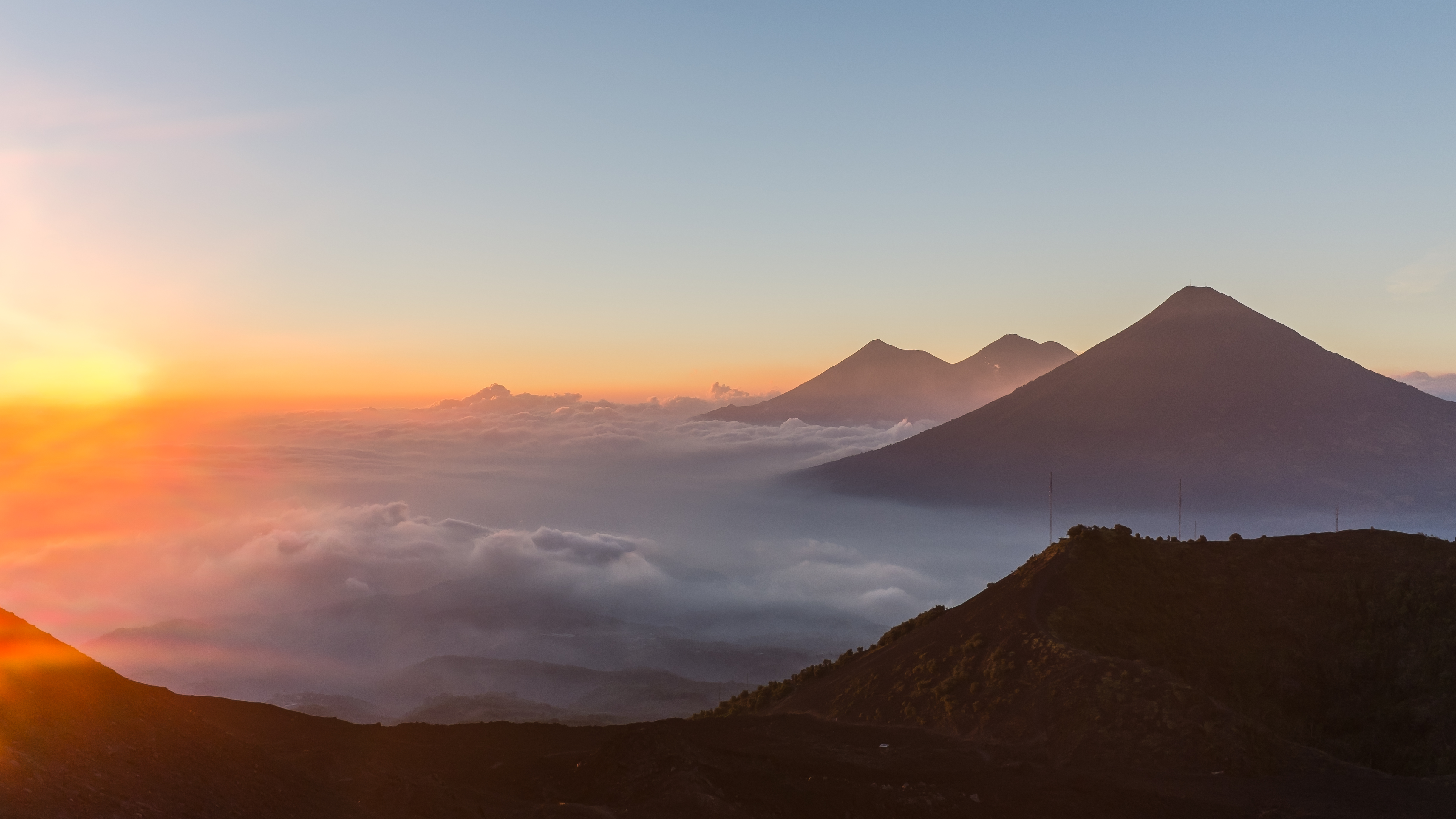
تصویری از آتشفشان آکاتنانگو (در سمت راست تصویر)